# Иерисос (залив)
Иерисо́с (греч. Κόλπος Ιερισσού, Акантиос, Ακάνθιος Κόλπος) — залив Эгейского моря, омывающий  восточное побережье полуострова Халкидики на северо-востоке Греции и его восточную оконечность — полуостров Айон-Орос, на котором находится Афон — крупнейшее в мире средоточие православного монашества. Назван по городу Иерисос. В прошлом назывался Аканфским по древнему городу Аканф. С севера залив ограничен мысом Элефтера (ακρωτήριο Ελευθέρα), который отделяет залив Иерисос от залива Орфанос (Стримоникос), с запада — мысом Арапис (Ακρωτήριο Αράπης).
На побережье залива расположены населённые пункты Иерисос, Стратонион, Неа-Рода. У мыса Элефтера при входе в залив находится необитаемый остров Элефтеронисос (Ελευθερόνησος). Максимальная глубина 83 м.
Мыс Арапис является северной оконечностью особой административной единицы Айон-Орос (Святая Гора).
В 493 году до н. э. у полуострова Айон-Орос потерпела крушение большая часть персидского флота под предводительством Мардония, которую северо-восточный ветер выбросил на южные скалы Афона. Погибло 300 кораблей и 20 тысяч человек. 12 лет спустя Ксеркс I во время греческого похода приказал прорыть канал для своих судов, который три года рыли на гладком перешейке между заливами Иерисос и Айон-Орос шириной 12 стадий. Высохшее русло «Ксерксова канала» видно у бухты Провлакас (греч. όρμος Πρόβλακας) и селения Неа-Рода.